# 龍渓性潜
龍渓性潜（りゅうけいしょうせん、慶長7年7月30日（1602年9月15日）- 寛文10年8月23日（1670年10月6日））は、江戸時代前期の臨済宗黄檗派の僧。俗姓は奥村氏。号は如常老人。諡号は大宗正統禅師。京都の出身。

## 生涯
8歳で東寺に入って真言密教を習う。
初め16歳の時、摂津国普門寺（臨済宗）で出家して宗琢と称した。1620年（元和6年）師の籌室玄勝が没したため普門寺の第9代の住持となった。竜安寺の伯蒲慧稜に参禅して龍渓宗潜と名を改め、伯蒲から印可を受けた。諸国をめぐり、1627年（寛永4年）におきた紫衣事件では師の伯蒲にしたがって活躍した。伯蒲の没後、竜安寺の塔頭である皐東庵を自坊とし、以後、京都妙心寺の首座となった。
一時、普門寺に帰住していたが、慶安年間（1648年 - 1651年）には妙心寺で講説していた。1651年（慶安4年）9月には、50歳で妙心寺の住持に就任し、紫衣を賜った。その後退隠して再び普門寺に戻った。
1654年（承応3年）中国から隠元隆琦が来日すると、その弟子となる。1657年（明暦3年）には後水尾天皇に講説を行い、天皇の帰依を受け、大宗正統禅師の勅号を賜った。隠元のもとで宇治黄檗山萬福寺の建立を助け、日本における黄檗宗の開宗に尽力した。1663年（寛文3年）隠元から印可を受け名を性潜に改めている。
1664年（寛文4年）1月には、法皇となった後水尾帝の勅願寺であった日野の正明寺の住持となった。1668年（寛文8年）4月、後水尾法皇に招かれ、内院にて菩薩戒を授けた。1669年（寛文9年）4月には、正式に隠元の法を嗣ぎ、日本人初の隠元の嗣法者となった。法皇からは、大宗正統禅師の師号を賜った。
1670年（寛文10年）8月に大坂の九島院で催行された斎会に赴いたが、23日に暴風が襲い、檀越や門弟が避難することを求めたが、応じず、自ら洪水中に身を置き、水が引いた後も禅堂に坐したまま没していた、という。享年69。

## 龍渓が開基・再興した寺院・神社
- 1620年（元和6年） - 普門寺

第9代住持として約40年かけて堂宇を造営。龍渓が建てた方丈や庭園は国の重文と名勝に指定されている。
- 1637年（寛永14年） - 三輪神社

普門寺の鎮守社だったとも伝えられる。龍渓が再興。
- 1654年（承応3年） - 久安寺

龍渓が開山したとされる寺院。
- 1661年（寛文元年） - 廣智寺

龍渓が開山となって再興した寺院。
- 1661年（寛文元年） - 慶瑞寺

慶瑞庵と呼ばれ廃れていたが、龍渓が入山して萬福寺の末寺として再興。後水尾法皇より寄進されたとみられる仏像は重文に指定されている。